# Hacıveliler, Kumluca
Hacıveliler là một xã thuộc huyện Kumluca, tỉnh Antalya, Thổ Nhĩ Kỳ. Dân số thời điểm năm 2011 là 2.882 người.